# Vent de travers

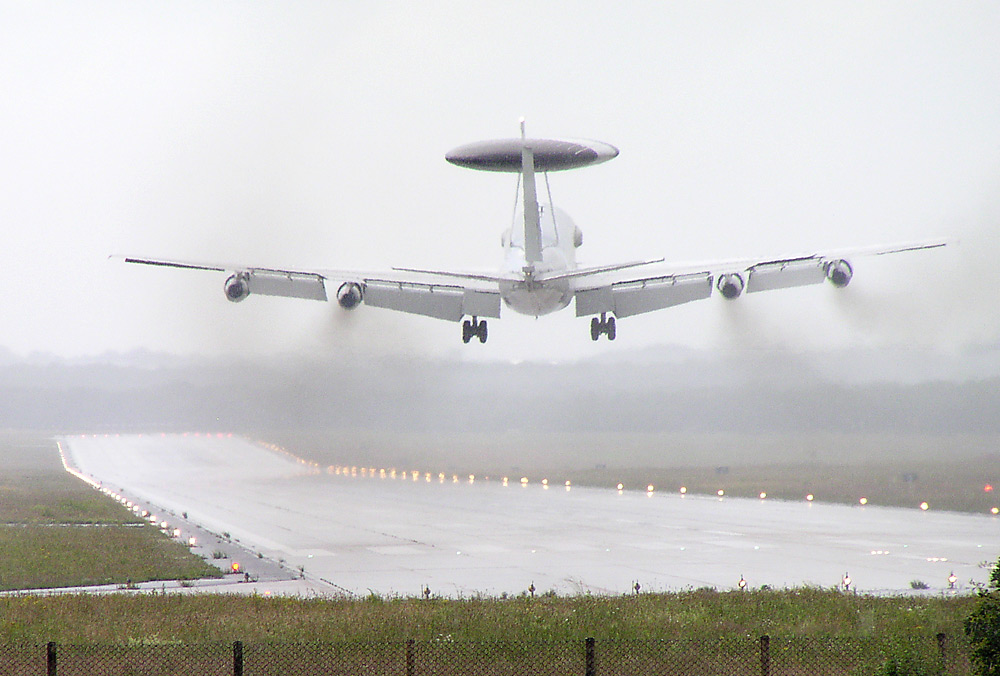
Atterrissage d'un Boeing par vent de travers, l'appareil doit adopter un axe latéral pour maintenir son approche.

Un vent de travers est un vent qui a une composante perpendiculaire à la trajectoire d'un objet ou d'un véhicule en mouvement, créant une force aérodynamique latérale sur celui-ci. Le vent de travers peut être utilisé de manière avantageuse par les voiliers, le kitesurf, etc. Cependant, il entraine essentiellement des effets néfastes pour les véhicules routiers et les aéronefs.

## Description
Le vent peut être décomposé en deux composantes orthogonales : le vent parallèle au déplacement d'un objet, dans le même sens ou à contresens, et le vent perpendiculaire à celui-ci. Dès que le vent n'est pas strictement parallèle, il est dit vent de travers. Sa composante parallèle ne fait qu'accélérer ou décélérer l'objet alors que la composante perpendiculaire cause un déplacement latéral.
La composante de travers est calculée en multipliant la vitesse du vent par le sinus de l'angle entre le vent et la direction de déplacement tandis que la composante de vent de face/arrière est calculée de la même manière en utilisant du cosinus au lieu du sinus. Par exemple, un vent de 10 nœuds venant à 45 degrés de chaque côté aura une composante de vent de travers de 10 nœuds  × Sin (45°) et une composante parallèle de 10 nœuds × cos (45°), chacune égale dans ce cas à 7,07 nœuds.

## Impact

### Aviation
En aviation, le vent de travers peut avoir un impact sur toutes les phases du vol. C'est néanmoins pendant les phases de décollage et d'atterrissage que l'effet du vent de travers est le plus sensible.
Au décollage, le vent de travers a tendance à générer un soulèvement de l'aile au vent, qui doit être contré par le pilote grâce à un ordre sur le manche du côté du vent.
L'atterrissage par vent de travers est généralement précédé d'une approche effectuée "en crabe", nez de l'avion légèrement orienté du côté du vent pour compenser la dérive. L'avion doit être réaligné avec l'axe de la piste soit juste avant soit juste après le toucher des roues. Cette manœuvre, appelée décrabage, peut induire une inclinaison de l'avion du fait du roulis induit, celle-ci devra être corrigée par le pilote par un ordre sur le manche.
Les commandes de vol électriques, qui équipent les avions de ligne actuels, comprennent des fonctions aidant à la compensation automatique de certains effets du vent de travers, notamment la prise d'inclinaison lors du décrabage à l'atterrissage.

### Navigation maritime

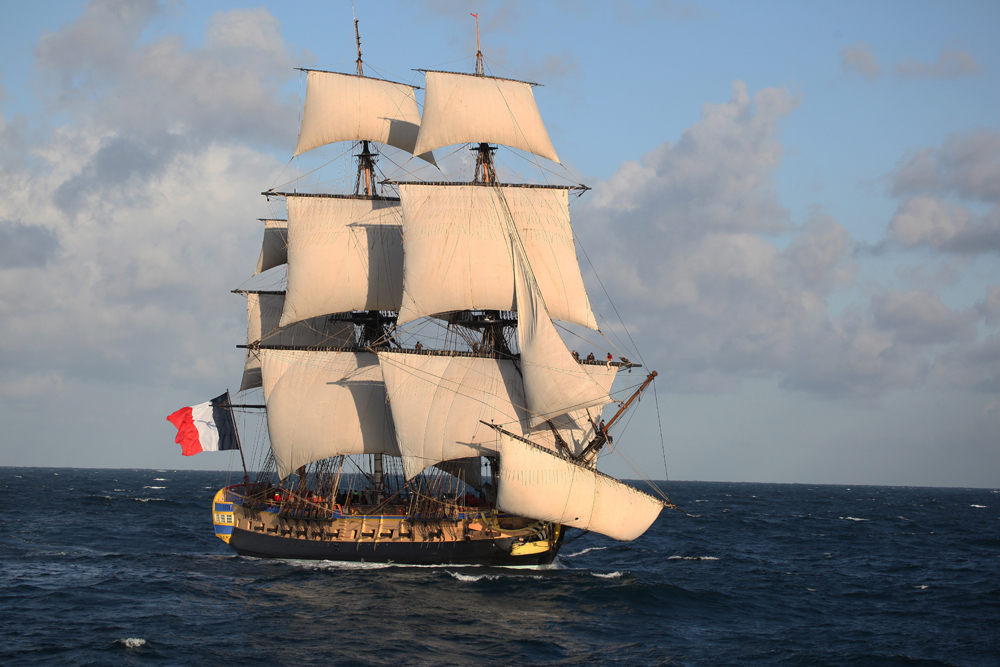
La frégate l’Hermione toutes voiles dehors par vent de travers.

Les vents de travers sont pleinement utilisés par la marine à voile en écartant les voiles de l'axe du bateau afin de garder un écoulement laminaire sur les voiles. Lorsque le voilier est au plus près du vent (à 45°), les voiles sont presque bordées dans l'axe du bateau pour permettre un écoulement laminaire, optimal, des filets d'air sur la voile. Lorsque le voilier s'écarte suffisamment de l'axe du vent (vers 60°), son comportement change de manière importante : la vitesse augmente notablement, la gîte diminue, le choc avec les vagues se fait moins violent. Les voiles sont écartées de l'axe du bateau pour maintenir l'écoulement laminaire optimal. Le travers désigne l'allure à laquelle le vent arrive à 90° de l'axe du bateau. Le voilier accélère encore, la gîte est nulle ou quasi nulle, l'influence des vagues par temps moyen est négligeable. Cette allure est souvent optimale tant du point de vue de la vitesse que du confort du marin.
Des rafales de travers violentes peuvent renverser ou même démâter un navire.

### Transports terrestres

Cycliste utilisant la manœuvre du tourniquet belge pour contrer un vent de travers.

Les vents de travers peuvent également causer des difficultés aux véhicules qui circulent sur des routes humides ou glissantes (neige, glace, eau stagnante, etc.), la force latérale des rafales peut ainsi déporter ou même soulever le véhicule ce qui implique une perte de contrôle. Les véhicules possédant une grande surface latérale comme les camionnettes, les VUS et les semi-remorques sont particulièrement affectés car cette surface agit comme une voile. Le moyen le plus sûr pour les automobilistes de faire face aux vents de travers est de réduire leur vitesse pour réduire l'effet de la force de levage et de se diriger dans la direction d'où vient le vent de travers.
Les cyclistes sont également fortement affectés par les vents de travers. Pour économiser de l'énergie lors de courses, la tactique des équipes de vélos de route consiste à faire une rotation du meneur afin de partager le travail de fendre l'air et d'utiliser l'aspiration derrière celui-ci. Cela s'applique d'une façon particulière dans le cas de vents de travers, des groupes de cyclistes forment alors des «échelons», la rotation s'effectue non seulement d'avant en arrière mais également entre les côtés au vent et sous le vent comme dans l'animation. Les coureurs qui ne parviennent pas à faire partie d'un échelon devront travailler beaucoup plus dur, et peuvent être abandonnés par le groupe. Les vents de travers sont fréquents sur les courses près de la côte, et sont souvent une caractéristique des Classiques flandriennes et de certaines étapes du Tour de France,.